# Claustro da Misericórdia de Estremoz
O Claustro da Misericórdia de Estremoz também chamado de Claustro do Convento das Maltesas situa-se no Convento de S. João da Penitência da Ordem de Malta ou Convento das Maltesas, localizado na freguesia da Estremoz (Santa Maria e Santo André), no município de Estremoz, Distrito de Évora, Portugal.
O claustro do convento foi classificado como Monumento Nacional em 1924.
Encontra-se aberto ao público para visita: segunda-feira das 9h00 Às 12h30 e das 14h00 às 20h00. Terça a sexta das 9h00 às 20h00. Sábados e domingos das 10h00 às 20h00.

## História
O Convento de São João da Penitência foi mandado construir por D. Manuel I ou pelo seu filho, o Infante D. Luis, Duque de Beja. Foi o único local de retiro dos Cavaleiros de Rodes em Portugal, integrados mais tarde na Ordem de Malta, e serviu de sede de clausura de freiras dessa Ordem a partir do século XVI.
Em 1881 a irmandade da Misericórdia de Estremoz reinstalou-se no extinto convento das Maltesas.
Actualmente, a utilização do espaço do Convento é partilhado pela Misericórdia de Estremoz, pela paróquia de Santo André, pelo Centro Ciência Viva de Estremoz e pelo Pólo de Estremoz da Universidade de Évora.

## Descrição
Arquitectura religiosa, residencial e de saúde, estilo gótico manuelino
O claustro, com fustes de mármore local e capitéis representando cabeças de religiosas, encontra-se circundado por três capelas dedicadas ao Senhor Jesus dos Passos, Nossa Senhora do Carmo e Nossa Senhora de Belém. De realçar os azulejos polícromos pombalinos da escada de acesso ao andar superior do claustro, bem como da Sala do Capítulo, de estilo rococó.

## Galeria

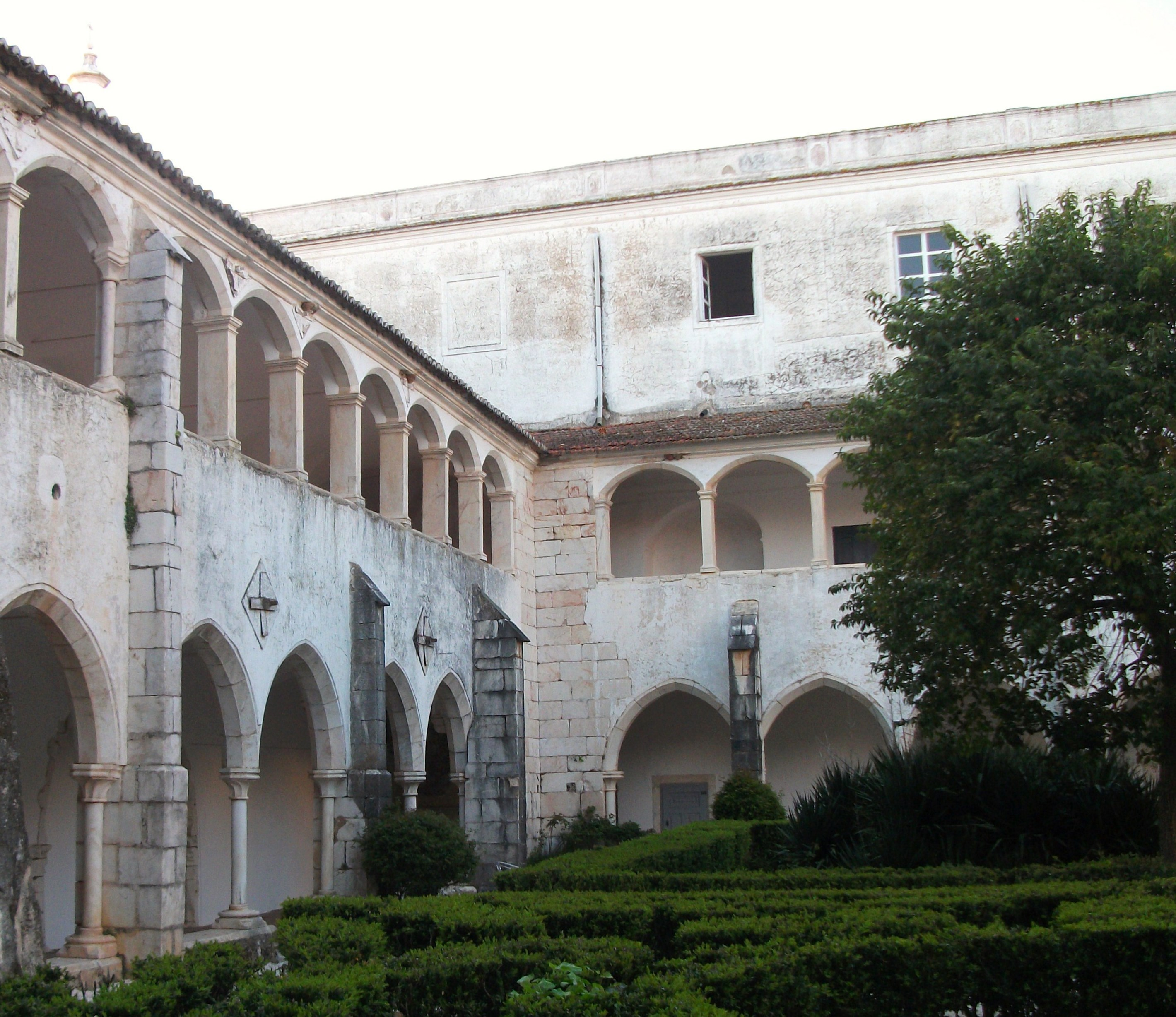
Claustro do Convento.
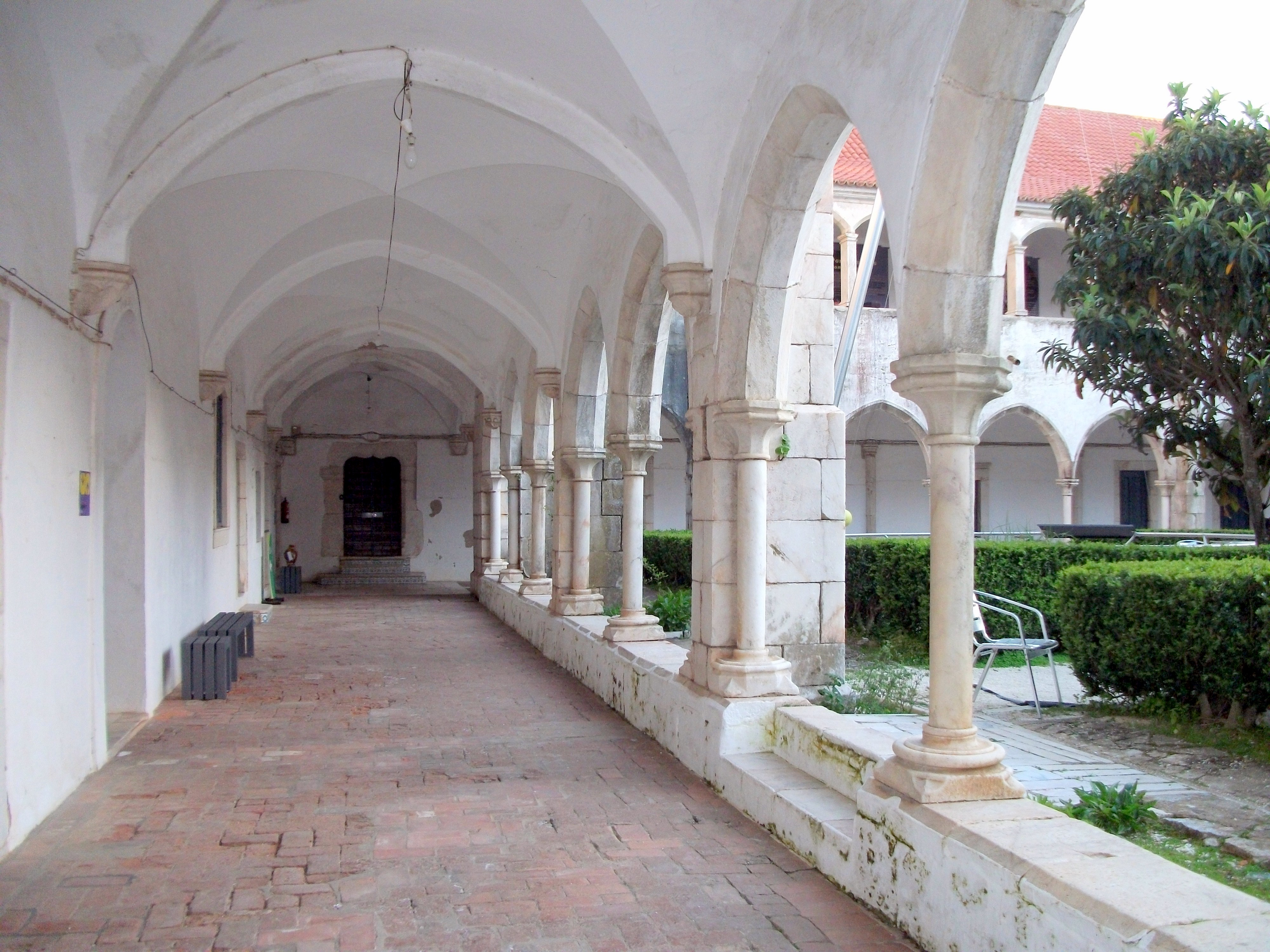
Claustro do Convento .
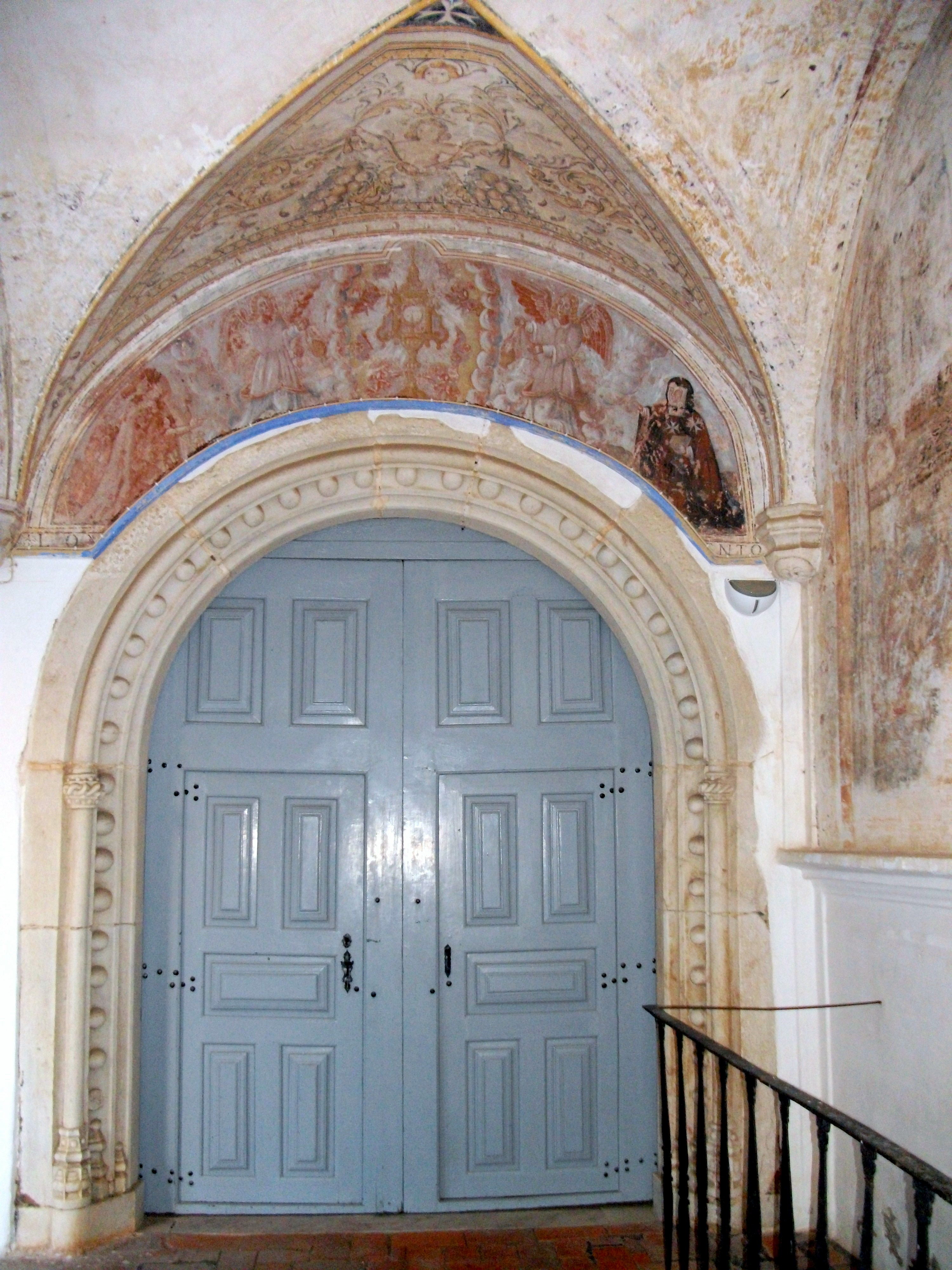
Entrada de capela (claustro).
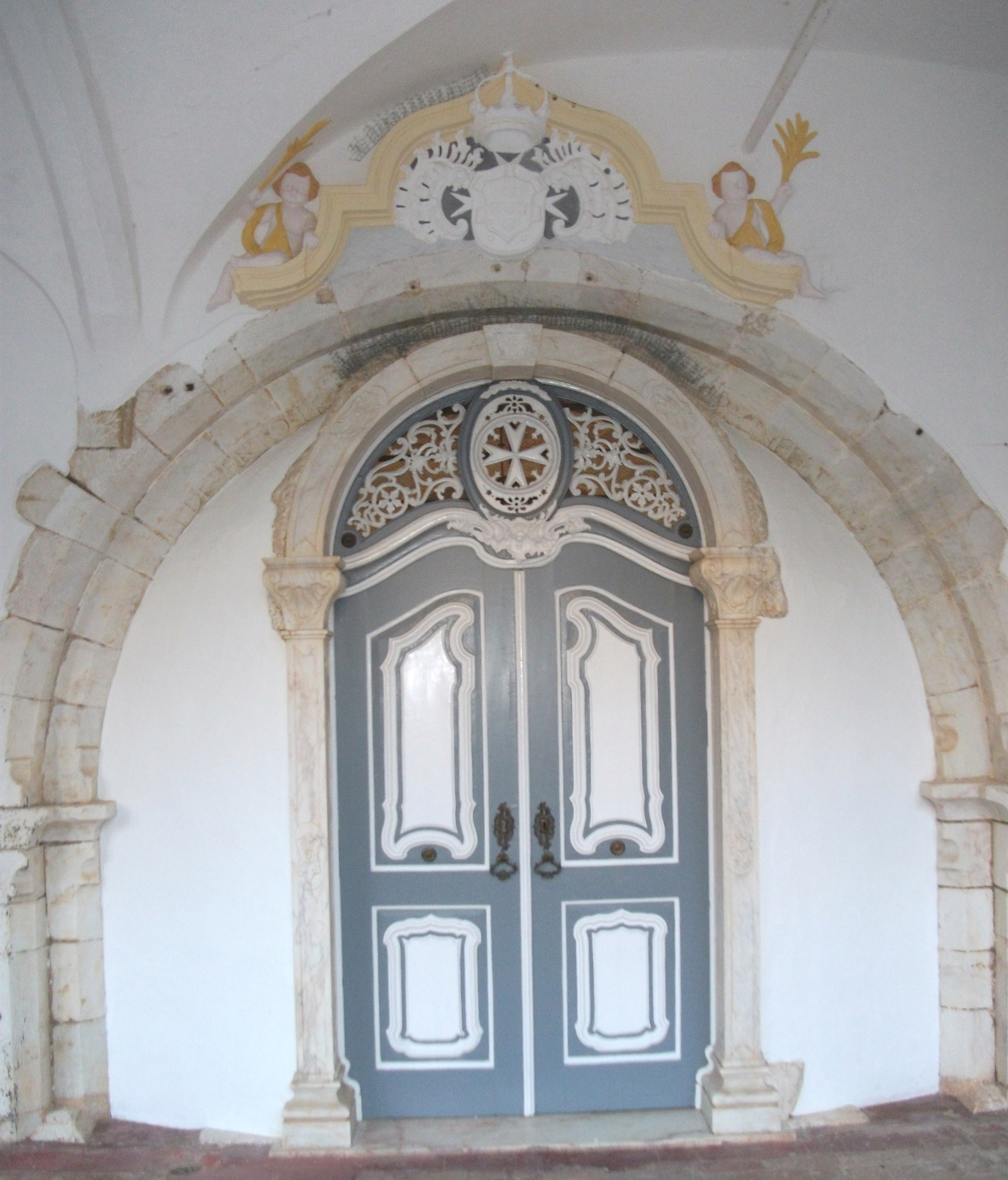
Entrada de capela (claustro).
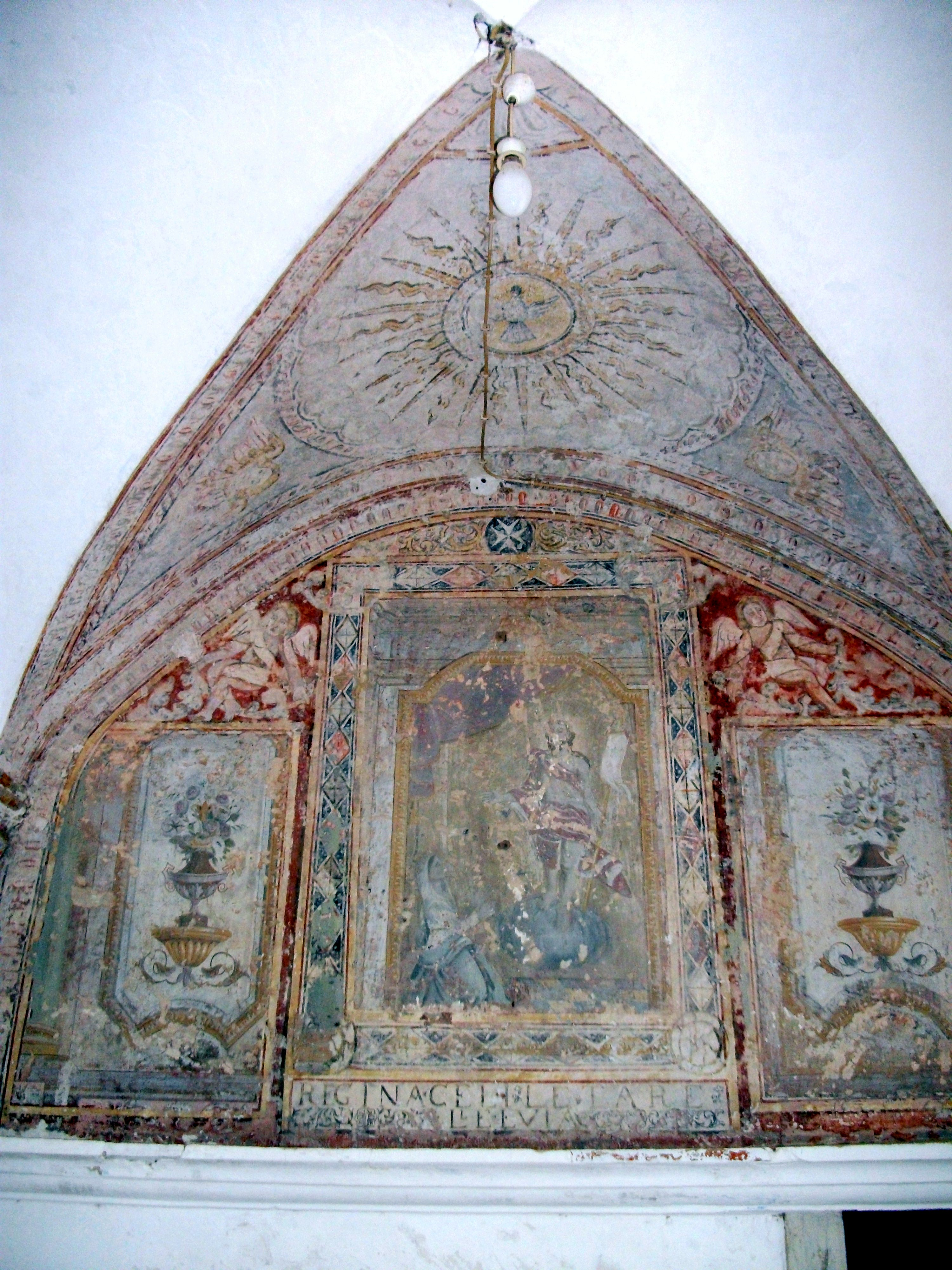
Fresco (claustro do Convento).
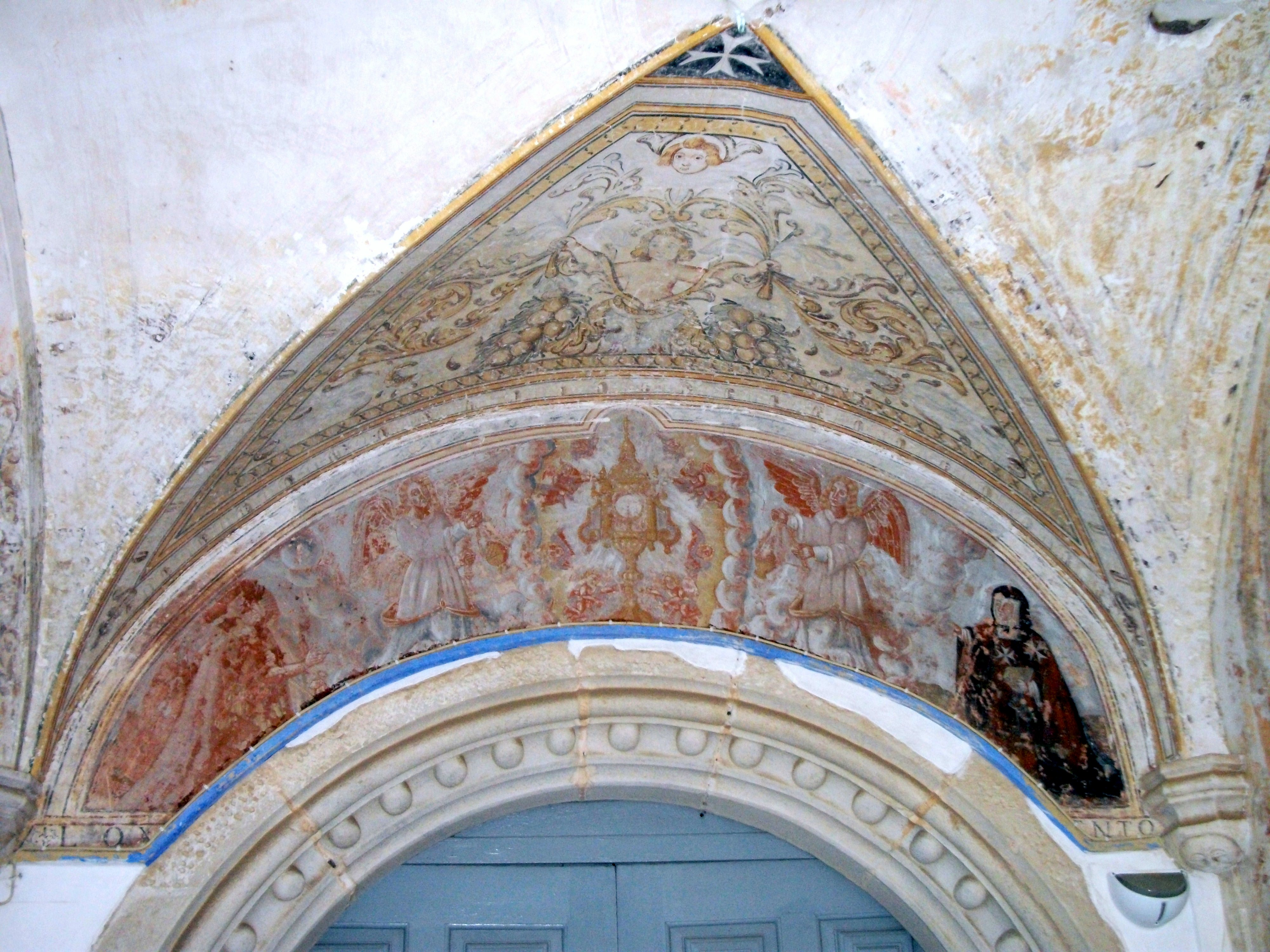
Fresco (claustro do Convento).
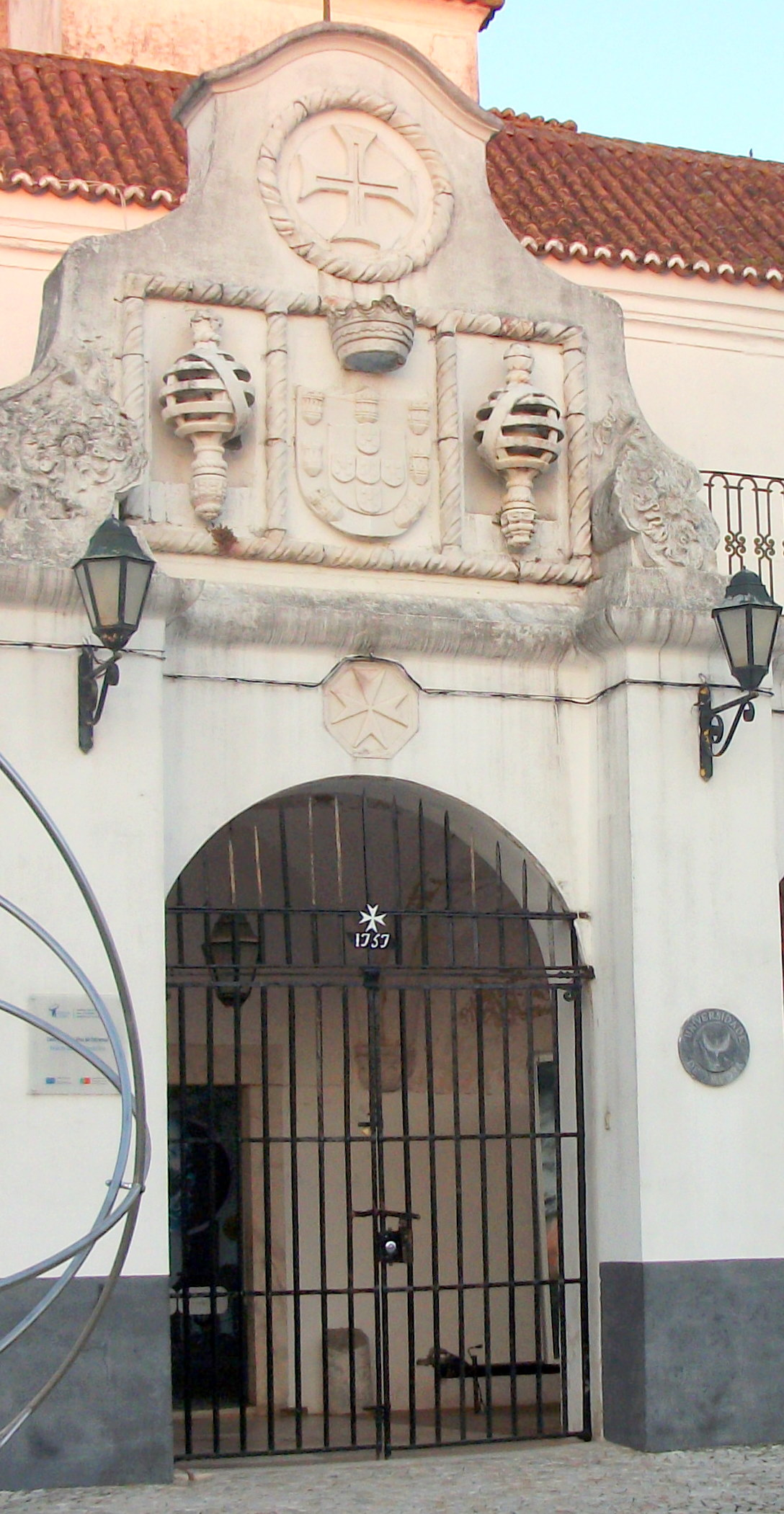
Portão do Convento.
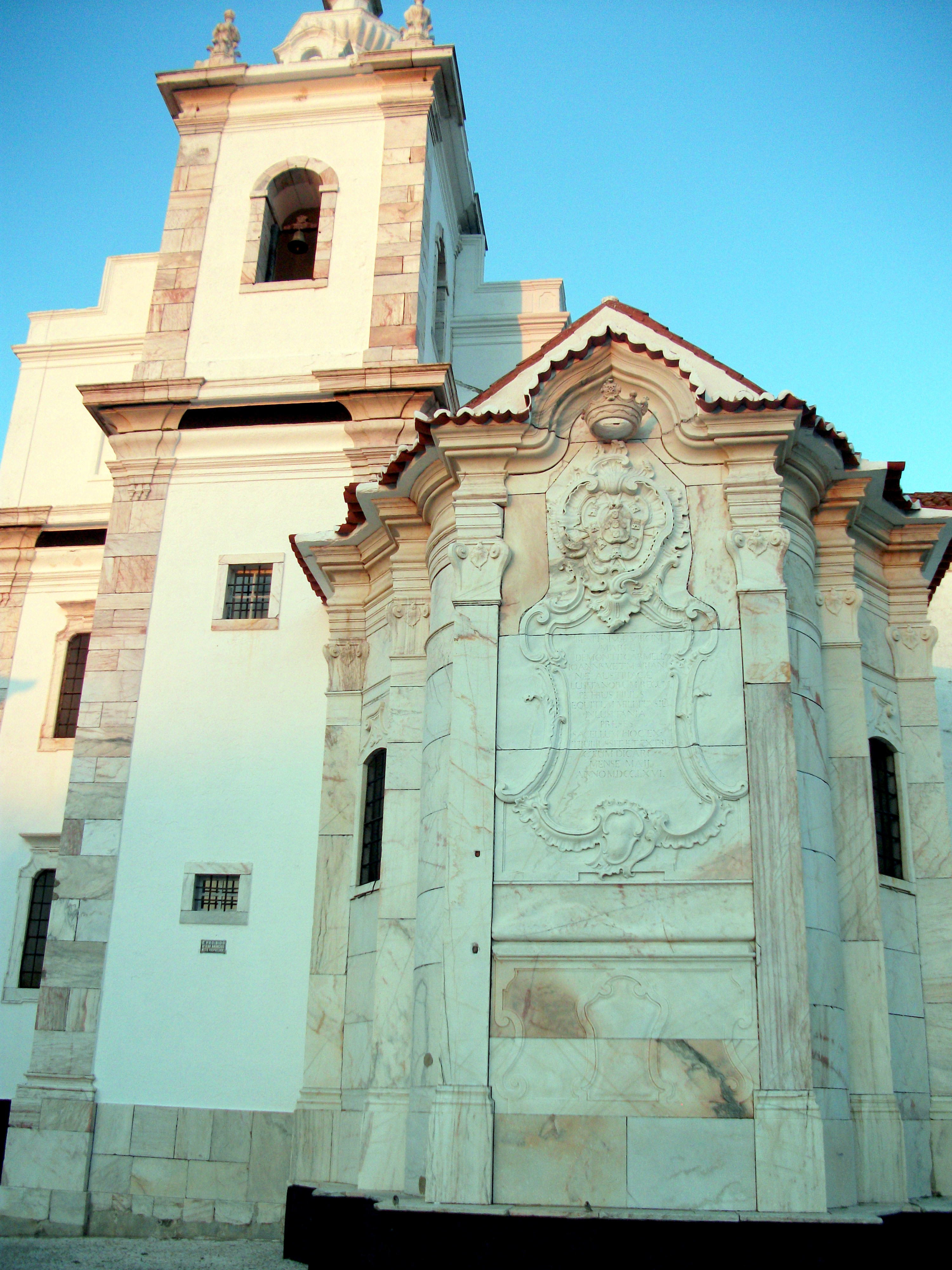
Igreja do Convento.